# Marion Strunk

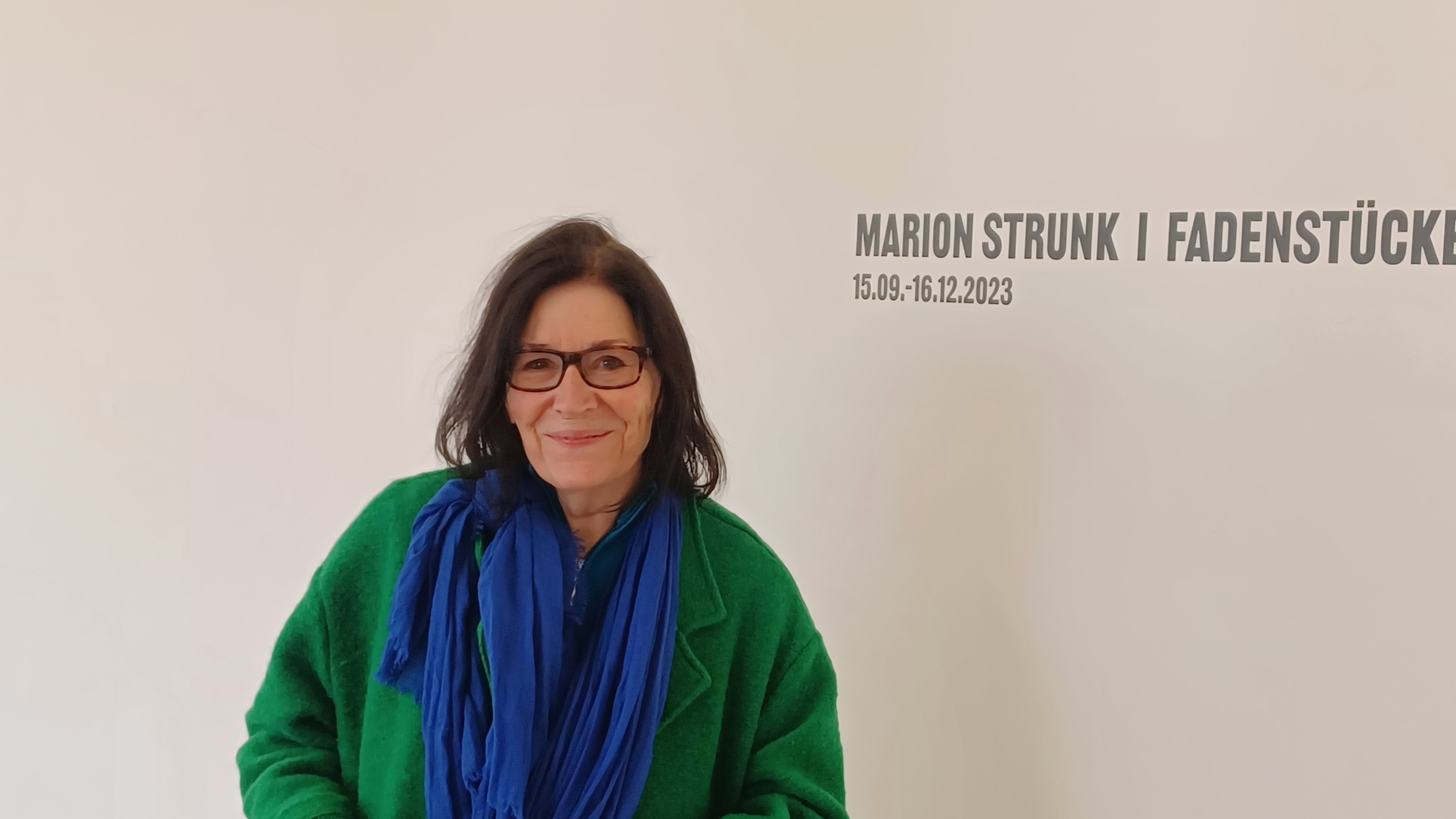
Marion Strunk in der FATart, Schaffhausen, 2023

Marion Strunk (* 14. Oktober 1949 in Bonn) ist eine deutsche und schweizerische Installations- und Fotokünstlerin, die in Zürich lebt.

## Biografisches
Marion Strunk studierte Bildende Kunst in Berlin (Universität der Künste), Kunstgeschichte und Politische Wissenschaften an der Freien Universität Berlin und Psychoanalyse in Zürich. Ihre Dissertation schrieb sie an der Freien Universität Berlin.
Sie war Professorin an der Zürcher Hochschule der Künste (ZHdK).

## Werk
In ihren Arbeiten verbindet sie Fotografie und Textilen Faden. Der Faden ist bei ihr Thema ihrer Bildarbeit. Der wollige Faden ist im Bild und kann angefasst werden. Man scheint optisch getäuscht zu werden, wenn der Faden Teil des Bildes geworden ist. Im öffentlichen Raum dreht sie die Situation um: Sie formt aus Fäden ein Wollknäuel, das sie in Hecken oder in Bäume legt und umwickelt mit Wolle Skulpturen. In Olten hat sie ein öffentliches Denkmal mit Textil bekleidet. Sie war der Einladung des Kunstmuseums Olten gefolgt und zur Ausstellung «Der schönen Aare so naa» wurde die Figur des Denkmals von Otto Charles Bänninger – ein Junge, der gerade ein Pferd besteigt – mit einem Badeanzug aus dicht an dicht gewickelten Fäden angezogen. Das Denkmal war daraufhin von Vandalismus betroffen: Der Knabe wurde attackiert und seine Hose mehrfach ausgezogen.
Strunk sieht den Wert ihrer Arbeit im Wert der Kunst selbst. Im Vergleich zur Politik, die immer der Zustimmung der Öffentlichkeit bedürfe, sei die Kunst nicht auf irgendeine Bestätigung angewiesen. Jeder Künstler sei frei, sich mit jedwedem Inhalt zu beschäftigen, sei es „naturalistisch, surrealistisch, abstrakt, minimal oder ganz konkret“. Die Aussage müsse der jeweilige Künstler verantworten, nicht die Öffentlichkeit.

## Ausstellungen (Auswahl)
- Vom Verschwinden des Körpers. Ausstellungskatalog. Kunstraum Aarau, 26. Januar bis 24. Februar 1996.
- Viper: 19. Internationales Festival für Film, Video und neue Medien. Casino Luzern, 27. bis 31. Oktober 1999.
- Höhenrausch: Kunst in die Stadt!: art into the city! Verlag für Moderne Kunst, Wien 2016.
- Alles im grünen Bereich? Ausstellungskatalog. Galerie Weiertal, Winterthur 2020.
- TEXIMUS, Altstadthalle, Zug, 2023.[7][8]
- Fadenstücke, FATpermanent Art Space, Kammgarn West Schaffhausen 2023[9]